# Fort Buade
Pour les articles homonymes, voir Buade.
 (novembre 2023).
Si vous disposez d'ouvrages ou d'articles de référence ou si vous connaissez des sites web de qualité traitant du thème abordé ici, merci de compléter l'article en donnant les références utiles à sa vérifiabilité et en les liant à la section « Notes et références ».
Fort Buade fut un poste commercial et militaire érigé en 1683 sur la pointe nord du détroit de Mackinac («Mackinac straits»), entre les lacs Michigan et Huron, pour protéger la mission Saint-Ignace que le Père Marquette avait fondée en 1671.
Le Fort Buade est situé près de la municipalité de Saint-Ignace, située dans l’État américain du Michigan. Saint-Ignace est le siège du comté de Mackinac.
Après l’effondrement du marché des pelleteries en France à la fin du XVIIe siècle (pour avoir surchargé les marchés de la métropole), le Ministère de la Marine décida de fermer les comptoirs dans les Pays d’en Haut et certains autres au Pays des Illinois dont le Fort Buade malgré les pressions intenses des autorités coloniales au Canada. En 1701, Sieur La Mothe Cadillac sous l’autorité du ministère ferma le poste et ramena la garnison avec lui au Fort Pontchartrain qu’il venait d’ériger. La mission subit le même sort.